# Кокча (могильник)

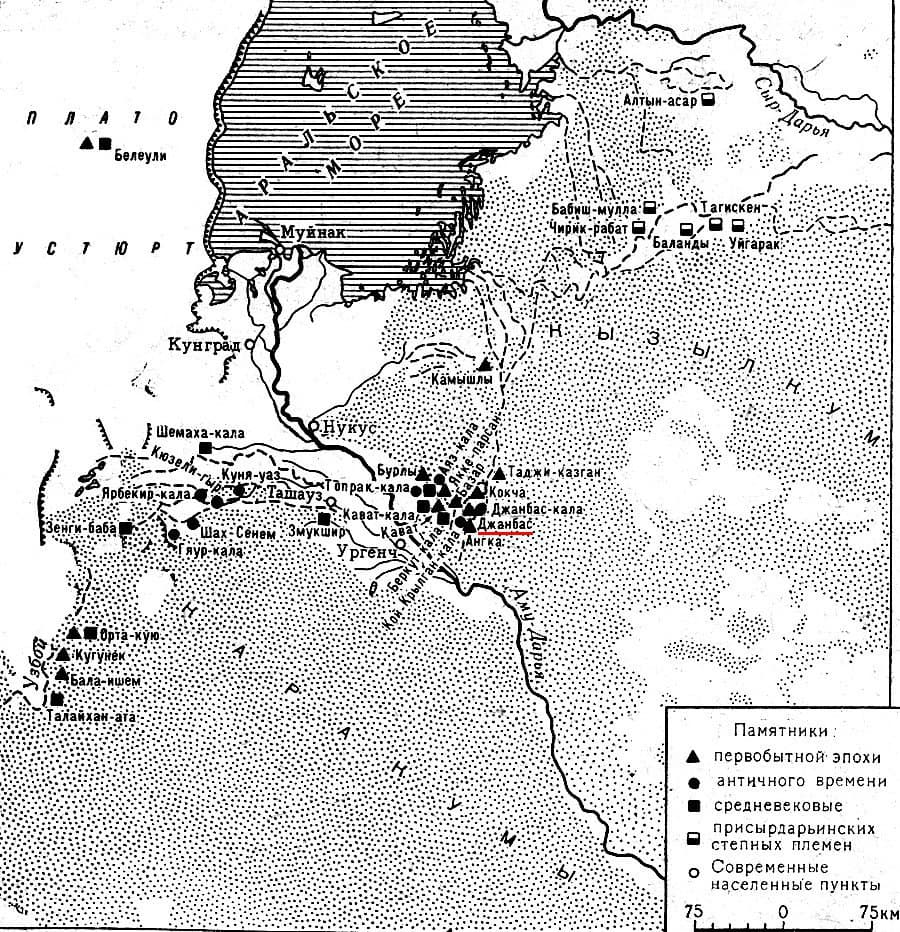
Кокча среди других археологических памятников доисторического Хорезма.

Кокча, Кокча-3 — могильник эпохи бронзы в Турткульском районе Каракалпакстана. 
Расположен в южной части Аральского море, вблизи хребта Султануйиздаг в устье Амударьи. В 1954—1955 годы могильник исследовали М.А. Итина и С. П. Толстов в Хорезмской археолого-этнографической экспедиции. В русле Акшадарии обнаружено свыше 100 захоронений. В окрестностях могильника сохранились места поселений. Раскопаны 74 кургана. Установлено, что здесь не было каменный оград, характерных для эпохи бронзы, тела погребены в прямоугольных ямах. Некоторые имеют парные захоронения. Основные группа предметных данных — глиняная посуда, 76 кувшинов, украшенных геометрическими узорами, множество бронз, браслетов сходны с традициями Андроновской культуры. Могильник относится к памятникам Тазабагиябской культуры. По мнению ученых, эта культура сформировалась в результате влияния племен, переселившихся с территории Казахстана и создавших Андроновскую культуру. Иногда ее называют не отдельной культурой, а вариантом казахстанской Андроновской культуры, выделившейся на юге. Датируется 13—11 вв. до н.э. 